# Colli di Parma (vino)
Colli di Parma è una DOC riservata ad alcuni vini la cui produzione è consentita nella provincia di Parma.

## Zona di produzione
La zona di produzione comprende il territorio collinare dei seguenti comuni: Calestano, Collecchio, Felino, Fidenza, Fornovo di Taro, Langhirano, Lesignano de' Bagni, Medesano, Neviano degli Arduini, Noceto, Sala Baganza, Salsomaggiore Terme, Terenzo, Traversetolo e Varano de' Melegari..

## Storia
La viticoltura nel Parmense è sicuramente molto antica: i vini storici sono rosso (da Barbera e Bonarda), Malvasia e Sauvignon.
Dopo anni di abbandono a causa della fillossera, nel 1982 nacque il Consorzio Volontario per la Tutela dei Vini dei Colli di Parma.

## Tecniche di produzione
La menzione Riserva, è concessa dopo 18 mesi di invecchiamento, di cui tre in bottiglia, per Malvasia,  Sauvignon, Chardonnay e Pinot Bianco e di due anni, di cui sei in bottiglia, per Rosso, Pinot Nero, Merlot, Cabernet franc, Cabernet Sauvignon, Barbera e Bonarda. Il tappo deve essere di sughero.
La dicitura Amabile o Dolce è obbligatoria per Malvasia, Bonarda e Lambrusco vinificati con tali caratteristiche.
È obbligatorio riportare in etichetta l’annata di produzione.
La menzione vigna è concessa purché il toponimo o venga riportato nella documentazione.
Le tipologie a spumante devono essere ottenute con la rifermentazione naturale in bottiglia con permanenza sui lieviti di almeno 12 mesi.
Per i vini frizzanti i mosti utilizzati devono provenire da uve dei vigneti iscritti alla DOC.

## Disciplinare
La DOC Parma è stata istituita con DPR 28.10.1982 pubblicato sulla Gazzetta Ufficiale n. 68 del 10.03.1983
 Successivamente è stato modificata con 
- D.M. 4.09.1995 G.U. 235 del 07.10.1995
- D.M. 7.10.2002 G.U. 245 del 18.10.2002
- D.M. 4.03.2003 G.U. 62 del 15.03.2003
- D.M. 17.06.2004 G.U. 150 del 29.06.2004
- D.M. 30.11.2011 G.U. 295 del 20.12.2011
- D.M. 12.07.2013 Pubblicato sul sito ufficiale del Mipaaf
- D.M. 7.03.2014 Pubblicato sul sito ufficiale del Mipaaf
- La versione in vigore è stata approvata con D.M. 30.03.2015 Pubblicato sul sito ufficiale del Mipaaf[1]

## Tipologie

### Rosso
È prevista anche la versione frizzante.
| uvaggio                        | Barbera dal 60% al 75%; Bonarda e Croatina, da soli o congiuntamente, dal 25% al 40%. |
| titolo alcolometrico minimo    | 11.00% vol.                                                                           |
| acidità totale minima          | 5.0 g/l.                                                                              |
| estratto secco minimo          | 18.0 g/l                                                                              |
| resa massima di uva per ettaro | 100 q.                                                                                |
| resa massima di uva in vino    | 70%                                                                                   |

#### Caratteri organolettici
- Aspetto: rosso rubino;
- Olfatto: vinoso con profumo caratteristico;
- Gusto: secco, sapido, armonico, leggermente frizzante;

### Barbera
È prevista anche la versione frizzante ed è vietato l'utilizzo di uve Lambrusco.
| uvaggio                        | Barbera minimo 85% |
| titolo alcolometrico minimo    | 12.00% vol.        |
| acidità totale minima          | 5.0 g/l.           |
| estratto secco minimo          | 21.0 g/l           |
| resa massima di uva per ettaro | 100 q.             |
| resa massima di uva in vino    | 70%                |

### Bonarda
È prevista anche la versione frizzante ed è vietato l'utilizzo di uve Lambrusco.
| uvaggio                        | Bonarda minimo 85% |
| titolo alcolometrico totale    | 12.00 % vol.       |
| titolo alcolometrico minimo    | 5.50% vol.         |
| acidità totale minima          | 4.5 g/l.           |
| estratto secco minimo          | 21.0 g/l           |
| resa massima di uva per ettaro | 100 q.             |
| resa massima di uva in vino    | 70%                |

### Cabernet franc
È vietato l'utilizzo di uve Lambrusco.
| uvaggio                        | Cabernet franc minimo 85% |
| titolo alcolometrico minimo    | 12.00 % vol.              |
| acidità totale minima          | 4.5 g/l.                  |
| estratto secco minimo          | 20.0 g/l                  |
| resa massima di uva per ettaro | 100 q.                    |
| resa massima di uva in vino    | 70%                       |

### Cabernet Sauvignon
È vietato l'utilizzo di uve Lambrusco.
| uvaggio                        | Cabernet Sauvignon minimo 85% |
| titolo alcolometrico minimo    | 12.00% vol.                   |
| acidità totale minima          | 4.5 g/l.                      |
| estratto secco minimo          | 20.0 g/l                      |
| resa massima di uva per ettaro | 100 q.                        |
| resa massima di uva in vino    | 70%                           |

### Chardonnay
Sono previste anche le versioni frizzante e spumante.
| uvaggio                        | Chardonnay minimo 95% |
| titolo alcolometrico minimo    | 11.50% vol.           |
| acidità totale minima          | 5.0 g/l.              |
| estratto secco minimo          | g/l                   |
| resa massima di uva per ettaro | 90 q.                 |
| resa massima di uva in vino    | 65%                   |

#### Caratteri organolettici
- Aspetto: paglierino;
- Olfatto: delicato, caratteristico;
- Gusto: asciutto, pieno, armonico;

### Lambrusco
È prevista anche la versione frizzante.
| uvaggio                        | Lambrusco Maestri minimo 85% |
| titolo alcolometrico minimo    | 11.00% vol.                  |
| acidità totale minima          | 5.50 g/l.                    |
| estratto secco minimo          | 18.0 g/l                     |
| resa massima di uva per ettaro | 110 q.                       |
| resa massima di uva in vino    | 70%                          |

### Malvasia
Sono previste anche le versioni frizzante e spumante.
|                                       | fermo o frizzante | spumante |
| uvaggio                               | Malvasia di Candia aromatica minimo 85%. Se vinificato come amabile, possono concorrere uve Moscato bianco fino al 15%. | Malvasia di Candia aromatica minimo 85%. Se vinificato come amabile, possono concorrere uve Moscato bianco fino al 15%. |
| titolo alcolometrico totale minimo    | 10.50 % vol. | 10.50 % vol. |
| titolo alcolometrico effettivo minimo | 5.50% vol. | non previsto |
| acidità totale minima                 | 5.0 g/l. | 5.5 g/l. |
| estratto secco minimo                 | 15.0 g/l | 15.0 g/l |
| resa massima di uva per ettaro        | 110 q. | 110 q. |
| resa massima di uva in vino           | 65% | 65% |

#### Caratteri organolettici
- Aspetto: giallo paglierino più o meno carico;
- Olfatto: profumo gradevole, aromatico, caratteristico;
- Gusto: da secco a dolce, armonico, caratteristico, tranquillo;

### Merlot
È vietato l'utilizzo di uve Lambrusco.
| uvaggio                        | Merlot minimo 85% |
| titolo alcolometrico minimo    | 12.00% vol.       |
| acidità totale minima          | 4.5 g/l.          |
| estratto secco minimo          | 20.0 g/l          |
| resa massima di uva per ettaro | 100 q.            |
| resa massima di uva in vino    | 70%               |

### Pinot bianco
Sono previste anche le versioni frizzante e spumante.
| uvaggio                        | Pinot bianco minimo 95% |
| titolo alcolometrico minimo    | 11.50% vol.             |
| acidità totale minima          | 5.0 g/l.                |
| estratto secco minimo          | 15.0 g/l                |
| resa massima di uva per ettaro | 90 q.                   |
| resa massima di uva in vino    | 65%                     |

#### Caratteri organolettici
- Aspetto: paglierino più o meno intenso;
- Olfatto: delicato, caratteristico;
- Gusto: asciutto, pieno, armonico;

### Pinot grigio
È prevista anche la versione frizzante.
| uvaggio                        | Pinot grigio minimo 95% |
| titolo alcolometrico minimo    | 11.50% vol.             |
| acidità totale minima          | 5.0 g/l.                |
| estratto secco minimo          | 15.0 g/l                |
| resa massima di uva per ettaro | 90 q.                   |
| resa massima di uva in vino    | 65%                     |

#### Caratteri organolettici
- Aspetto: paglierino più o meno intenso;
- Olfatto: caratteristico;
- Gusto: asciutto, pieno, armonico;

### Pinot nero
| uvaggio                        | Pinot nero minimo 85% |
| titolo alcolometrico minimo    | 12.00% vol.           |
| acidità totale minima          | 5.0 g/l.              |
| estratto secco minimo          | 20.0 g/l              |
| resa massima di uva per ettaro | 90 q.                 |
| resa massima di uva in vino    | 65%                   |

### Sauvignon
Sono previste anche le versioni frizzante e spumante.
|                                | fermo o frizzante     | spumante              |
| uvaggio                        | Sauvignon minimo 95%. | Sauvignon minimo 95%. |
| titolo alcolometrico minimo    | 11.50% vol.           | 11.50% vol.           |
| acidità totale minima          | 5.0 g/l.              | 6.0 g/l.              |
| estratto secco minimo          | 15.0 g/l              | 16.0                  |
| resa massima di uva per ettaro | 75 q.                 | 75 q.                 |
| resa massima di uva in vino    | 65%                   | 65%                   |

#### Caratteri organolettici
- Aspetto: giallo paglierino;
- Olfatto: delicato, raffinato, aromatico, caratteristico;
- Gusto: asciutto, di corpo, con retrogusto amarognolo, fresco, armonico;

### Spumante
Nel disciplinare viene definito con formulazione generica, anche se previsto per le tipologie Pinot nero, Chardonnay e Pinot bianco
| uvaggio                        | Pinot Nero, Chardonnay, Pinot bianco |
| titolo alcolometrico minimo    | 12.00% vol.                          |
| acidità totale minima          | 5.5 g/l.                             |
| estratto secco minimo          | 14.0 g/l                             |
| resa massima di uva per ettaro | 90 q.                                |
| resa massima di uva in vino    | 65%                                  |

#### Caratteri organolettici
- Aspetto: da paglierino più o meno carico a rosato; spuma: fine, vivace, persistente;
- Olfatto: caratteristico, delicato;
- Gusto: da brut nature a demi–sec e gradevole;